# (6045) 1991 RG9
(6045) 1991 RG9 es un asteroide perteneciente al cinturón de asteroides, región del sistema solar que se encuentra entre las órbitas de Marte y Júpiter, descubierto el 11 de septiembre de 1991 por Henry E. Holt desde el Observatorio del Monte Palomar, Estados Unidos.

## Designación y nombre
Designado provisionalmente como 1991 RG9. 

## Características orbitales
1991 RG9 está situado a una distancia media del Sol de 2,216 ua, pudiendo alejarse hasta 2,523 ua y acercarse hasta 1,909 ua. Su excentricidad es 0,138 y la inclinación orbital 3,094 grados. Emplea 1205,31 días en completar una órbita alrededor del Sol.

## Características físicas
La magnitud absoluta de 1991 RG9 es 13,7. Tiene 4,561 km de diámetro y su albedo se estima en 0,302. 